# Katedra (biskupský stolec)

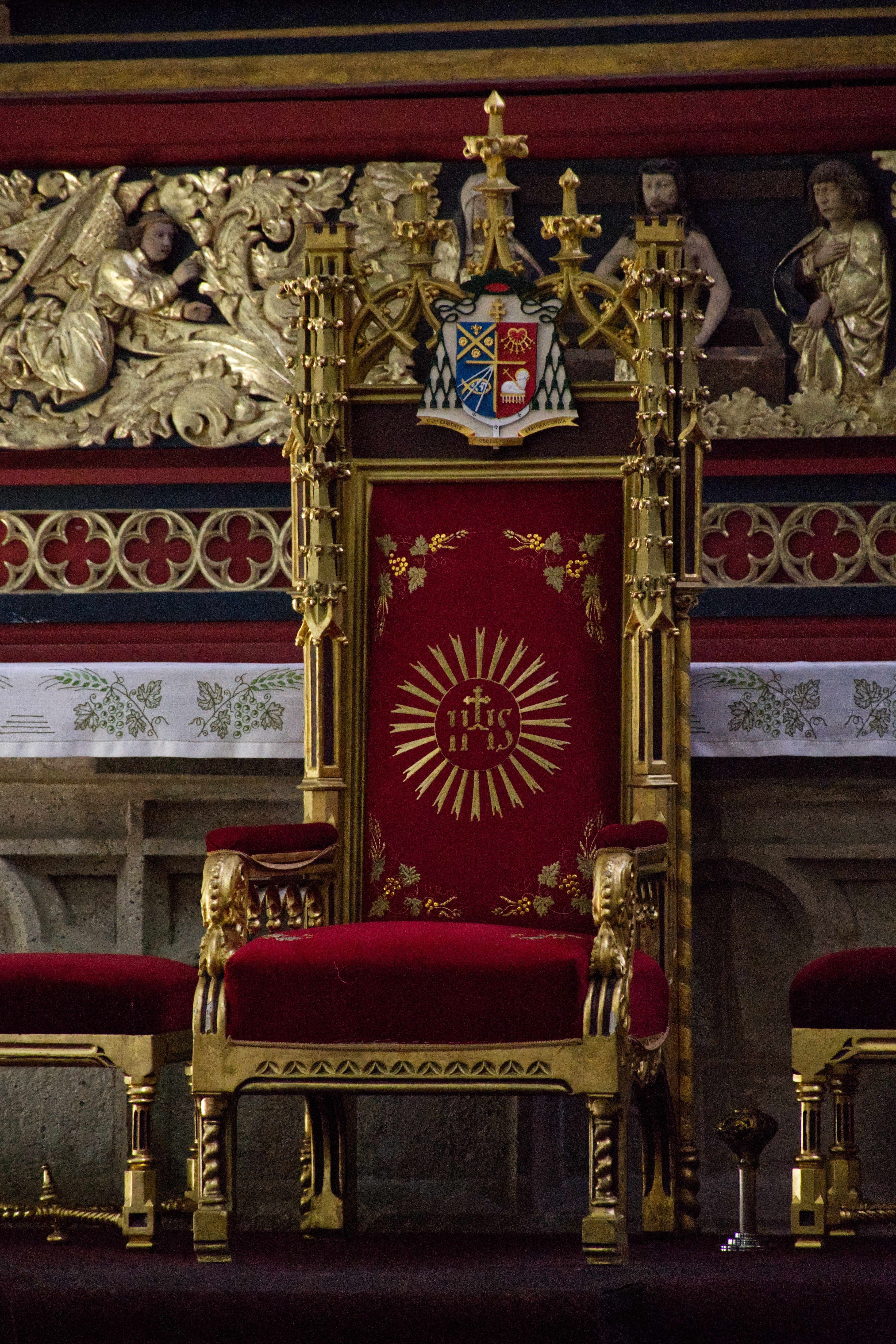
Arcibiskupský stolec v katedrále sv. Alžběty, 19. století, Košice

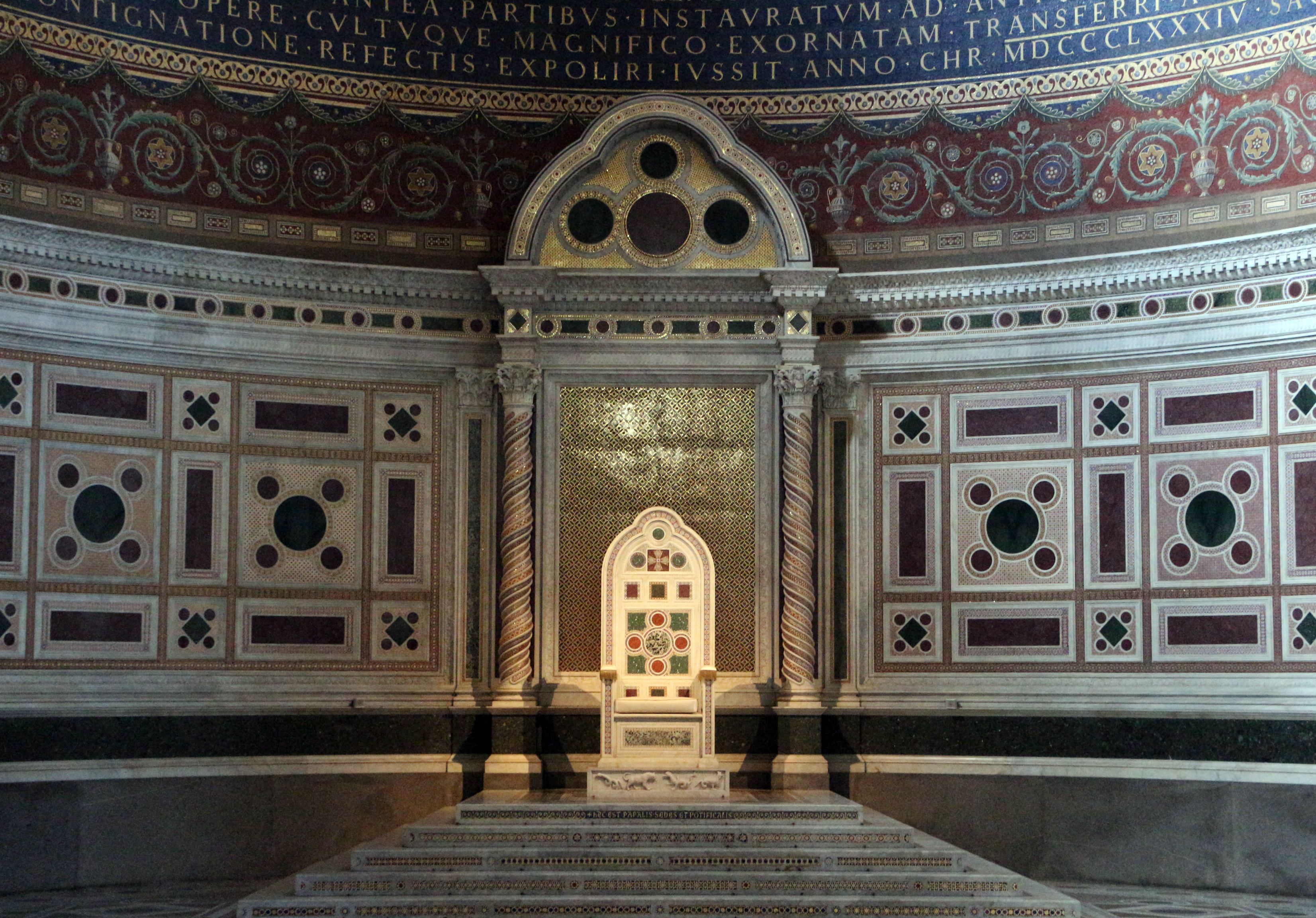
Papežská katedra v bazilice sv. Jana v Lateránu, Řím

Katedra (z lat. cathedra = trůn), také stolec, může být papežský trůn, biskupský trůn nebo trůn patriarchy východních církví. Je to zvláštní sedadlo na vyvýšeném místě či ve východním chóru katedrály, na němž sedí papež, arcibiskup nebo biskup, (místní ordinář). 
V přeneseném slova smyslu mají katedru také světští představení různých společností (například svobodní zednáři) nebo učitelé.

## Umístění
V raném středověku byla katedra architektonickým prvkem při stěně závěru za hlavním oltářem, v polokruhové apsidě zpravidla po obou stranách doplněna lavicí pro klérus. Pokud na ní nesedal biskup, kněz nižšího úřadu, nazývala se synthronon (ře. σύνθρονον). 
V románské a gotické době již bylo mobilní, nebo posunutá do volného prostoru na evangelní straně kněžiště, kromě ní se užívala přenosná katedra skládací. 
Barokní katedry mívají tvar křesla s čalouněným sedákem, opěradlem i područkami. Obklopují je dva taburety pro přisluhující kněze. Nad katedrou má být zavěšen baldachýn, kterým se vyjadřuje knížecí důstojnost. V moderní době se užívají jednoduché užitkové katedry, nebo honosné ve stylu historismu.

## Typy
Nejstarší typ katedry je kamenný, přizděný ke stěně kněžiště, nebo od něj odsazený, ale umístěný v západo–východní ose. Často býval z bílého mramoru, v době románský vykládaný mozaikou, jindy obložený slonovinou nebo zlatým plechem. Mobilní katedra je křeslo se zadním opěradlem pro záda, se dvěma postranními opěrkami pro horní končetiny, často také s podnožkou nebo stupátkem. Nejhonosnější typ představuje Cathedra Petri, barokní papežský trůn v bazilice sv. Petra ve Vatikánu, navržený Gianlorenzem Berninim roku 1657.

## Galerie

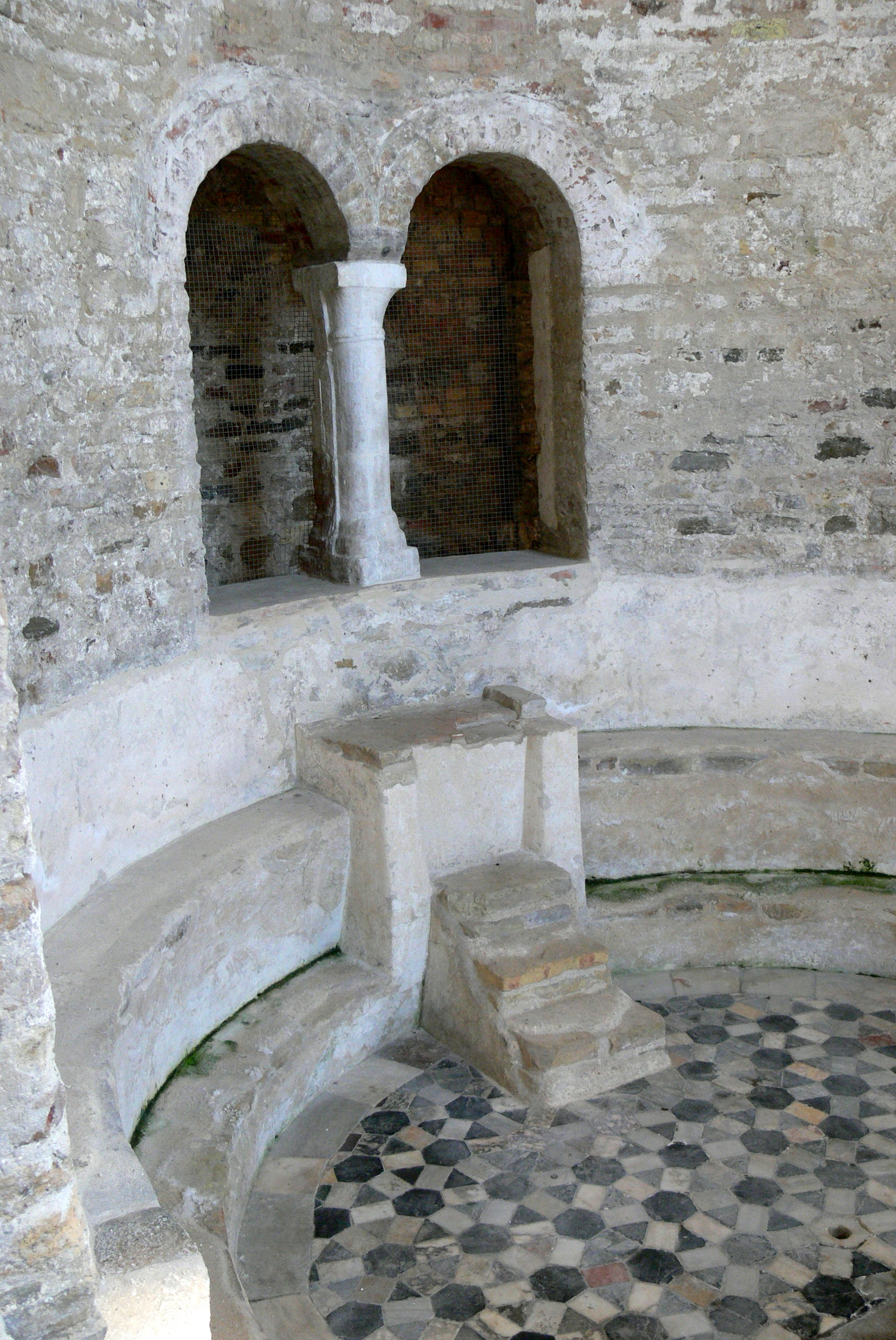
Grado, 5. století
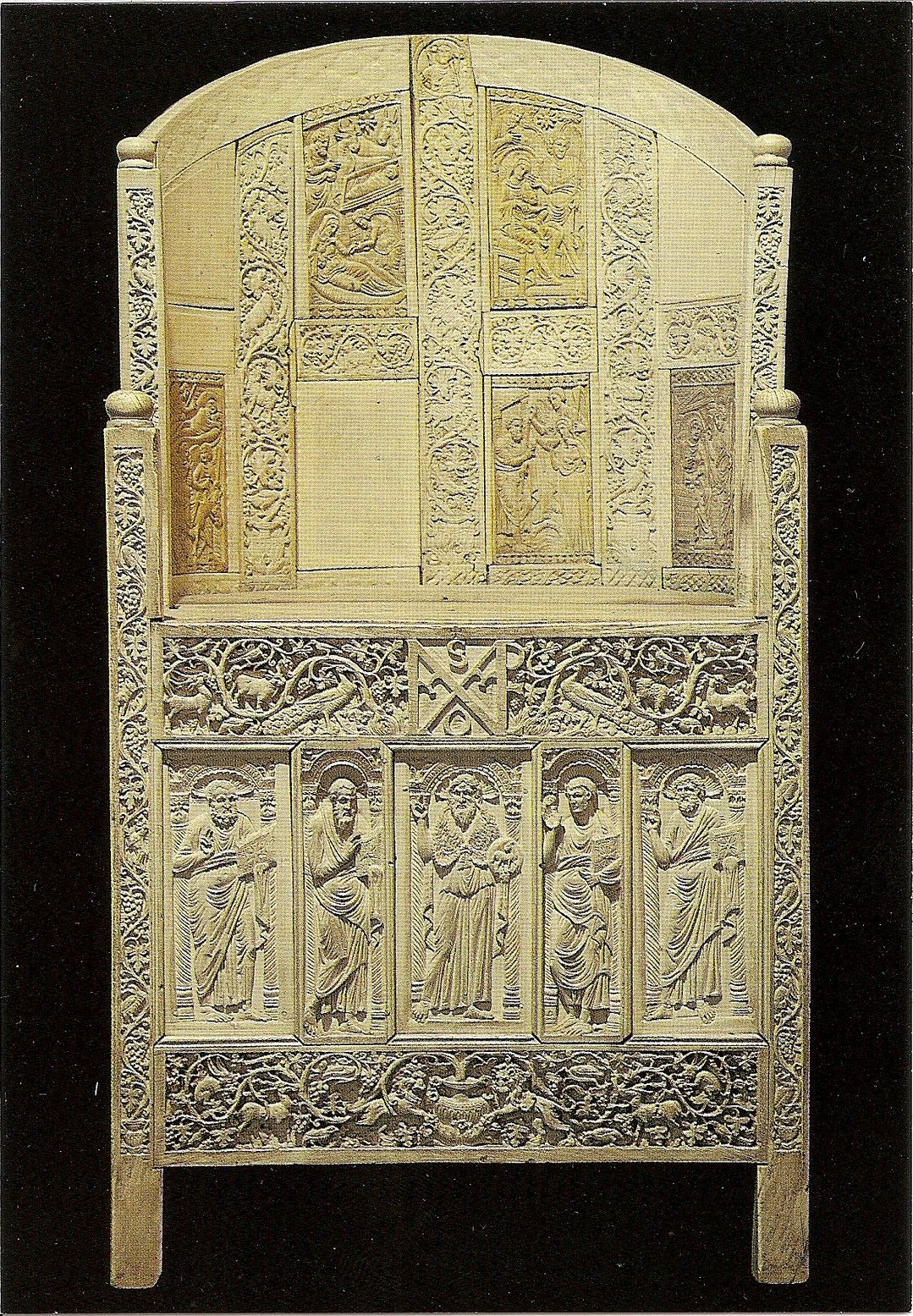
Ravenna, Maximián, asi 510
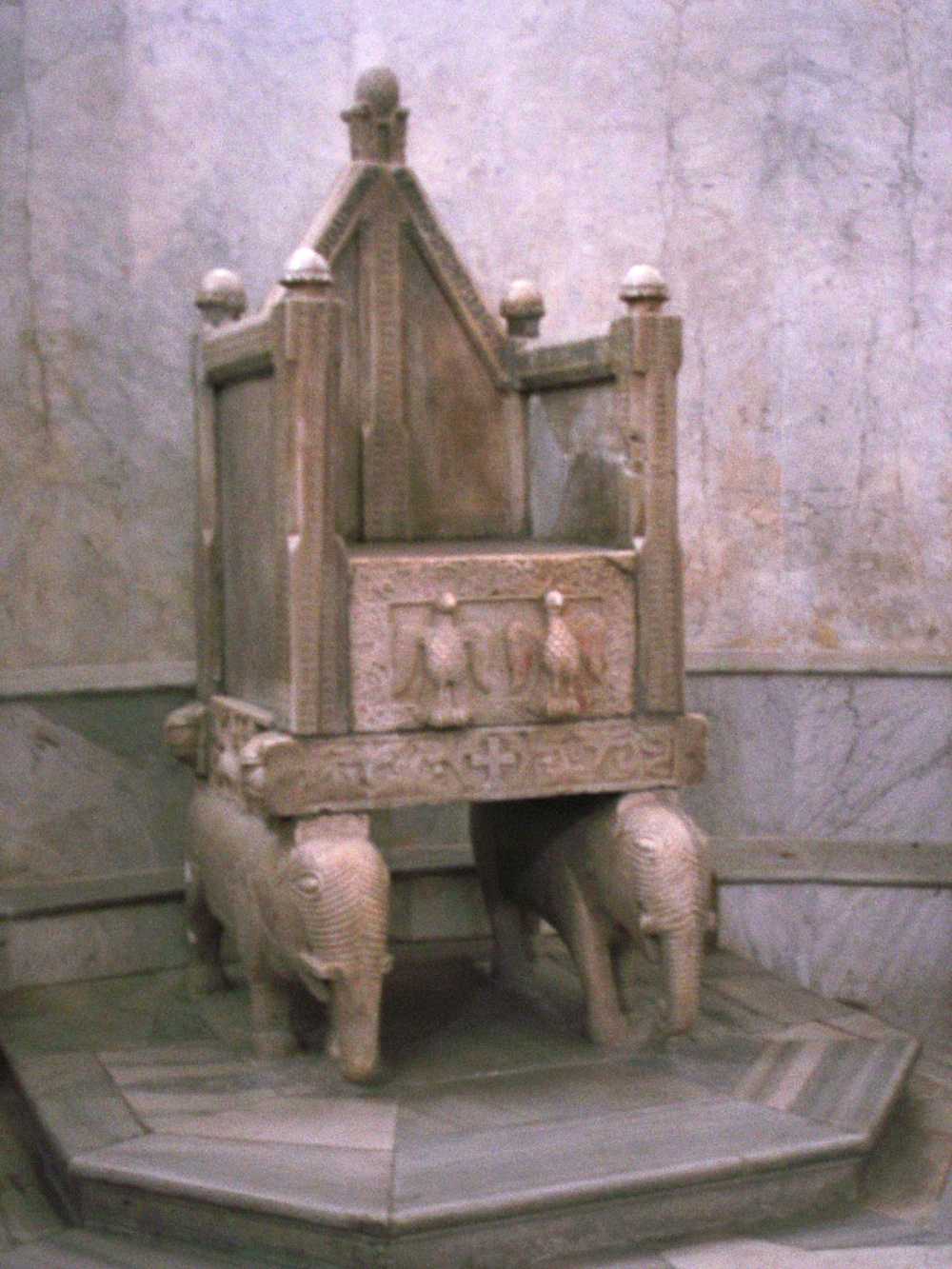
San Sabino, Řím
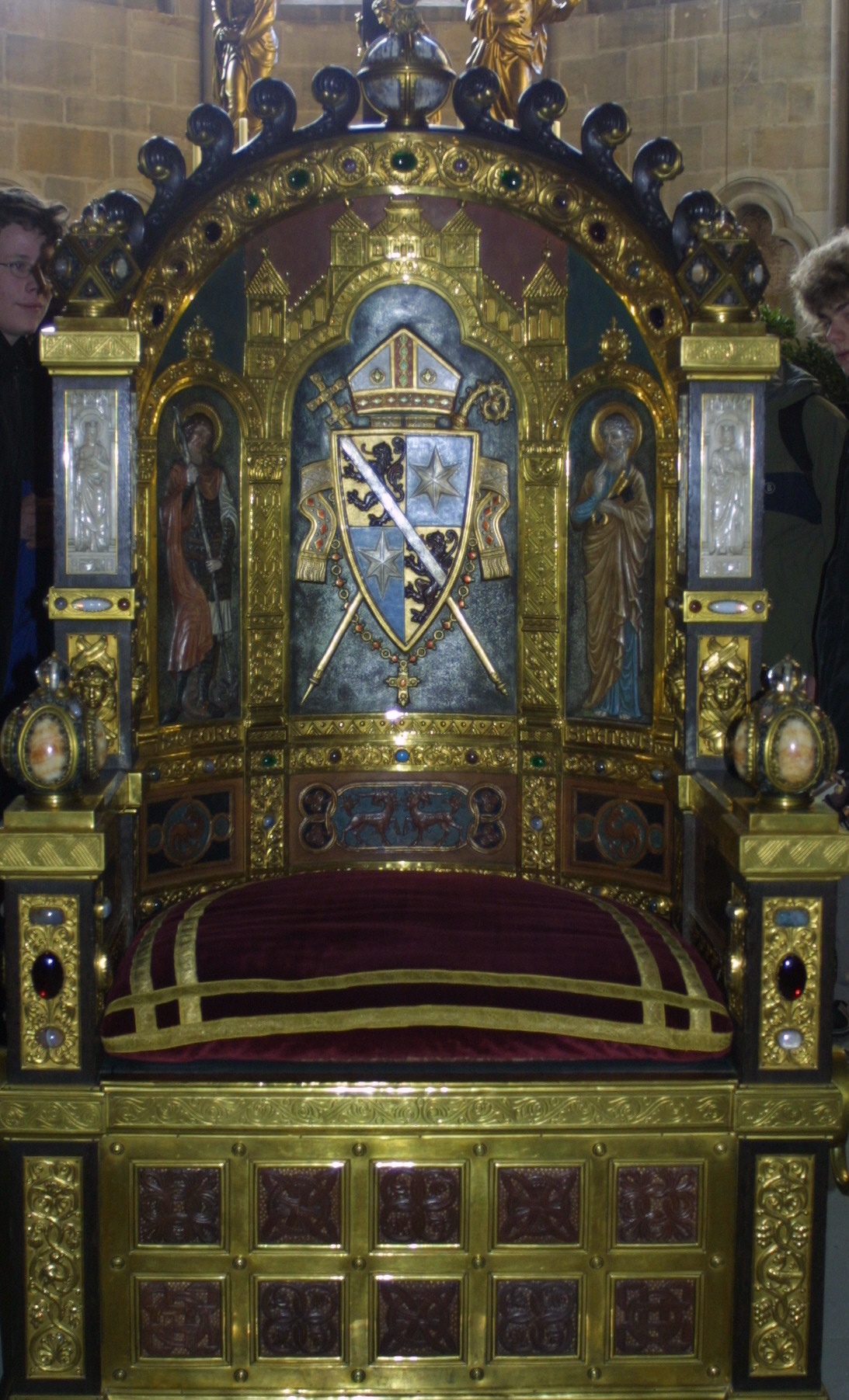
Bamberk
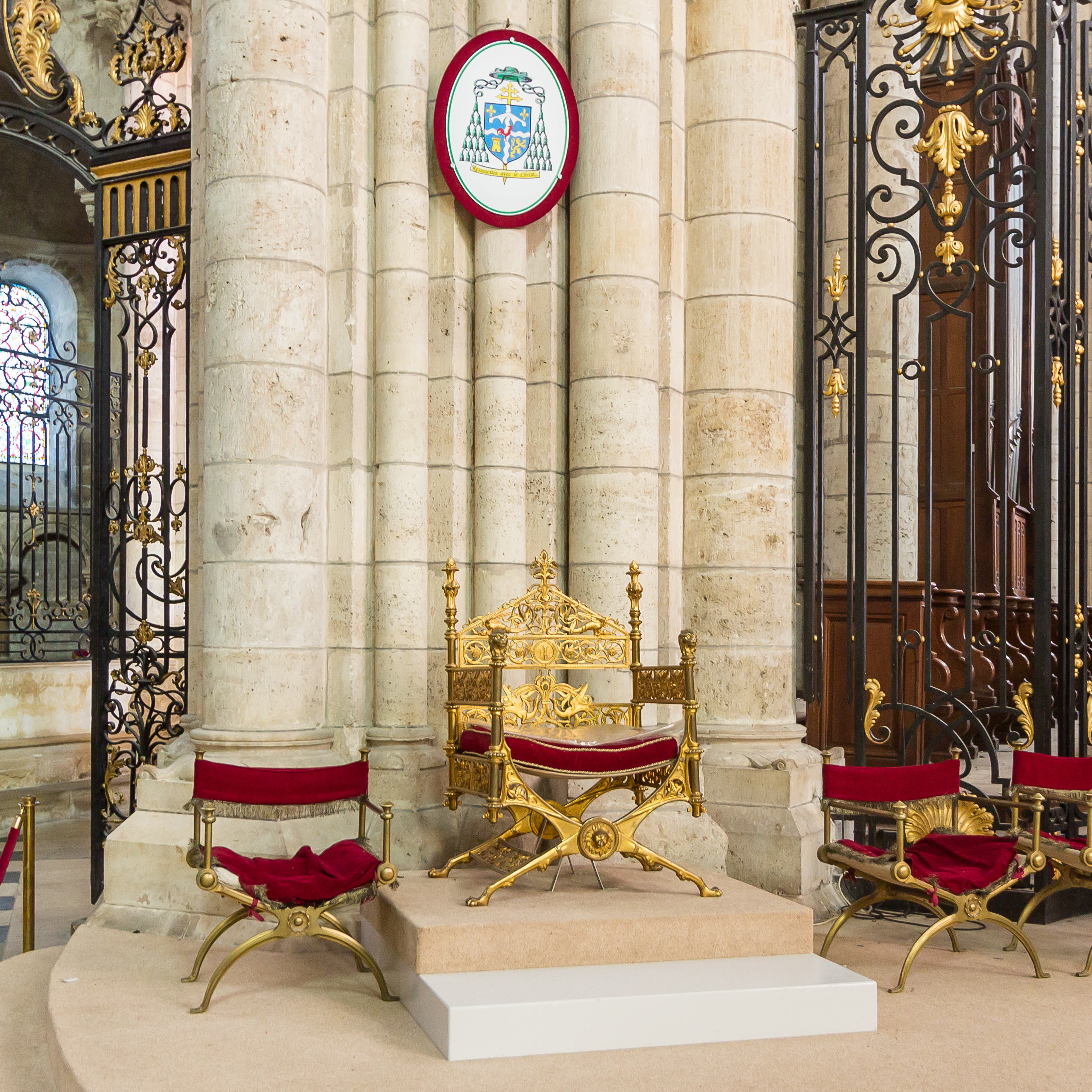
Sens, skládací
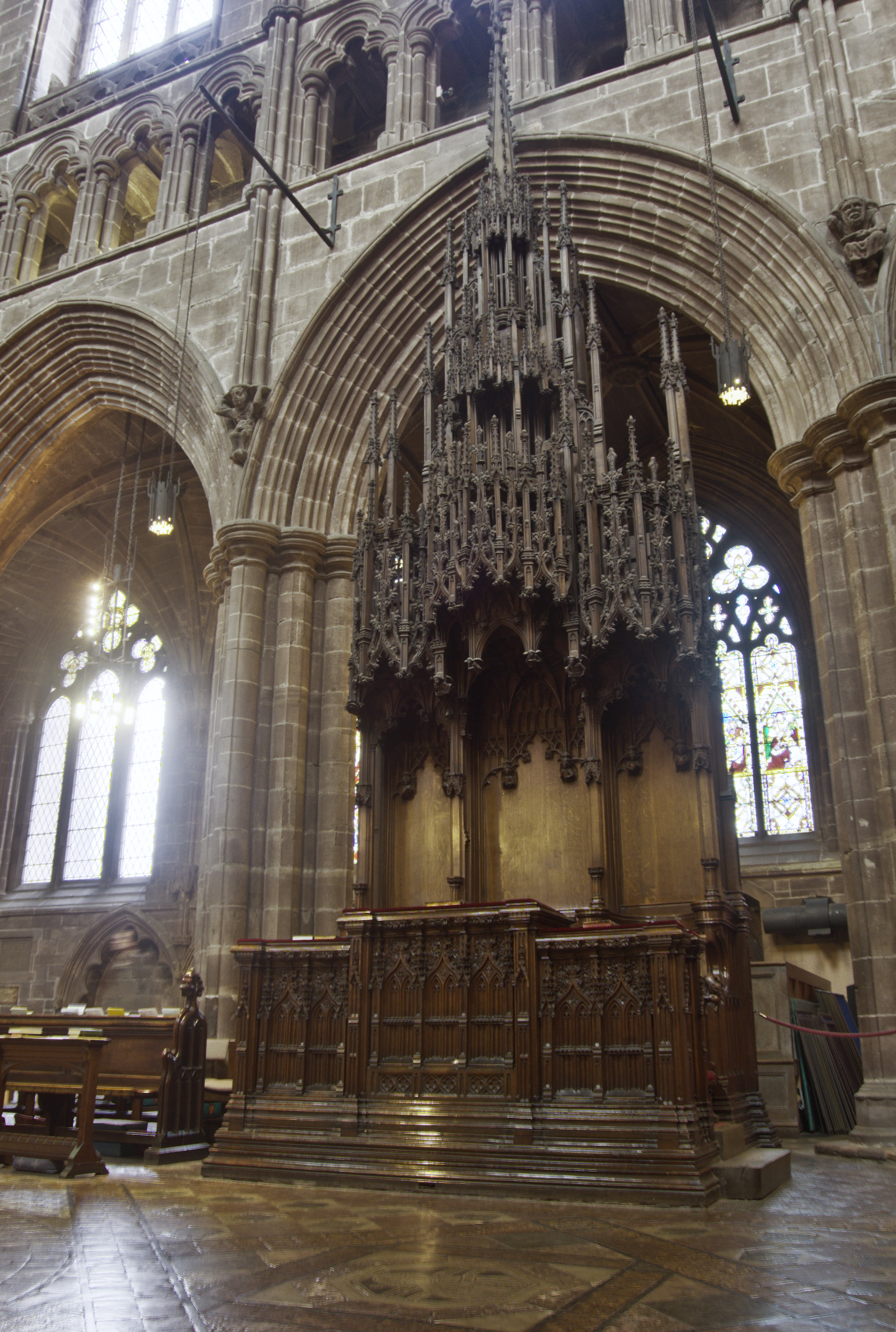
Chester, kolem 1500